# Crocidura fumosa
Crocidura fumosa är en däggdjursart som beskrevs av Thomas 1904. Crocidura fumosa ingår i släktet Crocidura och familjen näbbmöss. IUCN kategoriserar arten globalt som sårbar. Inga underarter finns listade i Catalogue of Life.
Denna näbbmus förekommer vid Mount Kenya och i andra bergstrakter i västra Kenya. Den lever i regioner som ligger 1500 till 3200 meter över havet. Habitatet utgörs av fuktiga bergsskogar.